# Liste der polnischen Meister im Naturbahnrodeln
Die Liste der polnischen Meister im Naturbahnrodeln listet alle Sportler und Sportlerinnen auf, die einen polnischen Meistertitel im Naturbahnrodeln in den Disziplinen Einsitzer Herren, Einsitzer Damen und Doppelsitzer erringen konnten.
| Jahr | Einsitzer Herren       | Einsitzer Damen     | Doppelsitzer                                |
| ---- | ---------------------- | ------------------- | ------------------------------------------- |
| 1981 | Paweł Goryl            | Ewa Więcek          | Edward Fender – Ryszard Rajzinger           |
| 1982 | Paweł Goryl            | Ewa Więcek          | Ryszard Chmielewski – Paweł Goryl           |
| 1983 | Paweł Goryl            | Małgorzata Kabat    | nicht ausgetragen                           |
| 1984 | Paweł Goryl            | Dorota Rojek        | Ryszard Chmielewski – Paweł Goryl           |
| 1985 | Jerzy Sidoruk          | Małgorzata Kabat    | Ireneusz Mendelewski – Dariusz Niewiadomski |
| 1986 | Krzysztof Niewiadomski | Małgorzata Bittel   | Ryszard Chmielewski – Paweł Goryl           |
| 1987 | Krzysztof Niewiadomski | Małgorzata Konior   | Krzysztof Habraś – Robert Hejnisz           |
| 1988 | Krzysztof Niewiadomski | Renata Ścieszka     | Krzysztof Niewiadomski – Oktawian Samulski  |
| 1989 | Krzysztof Niewiadomski | Małgorzata Konior   | Krzysztof Niewiadomski – Oktawian Samulski  |
| 1990 | Jerzy Sidoruk          | Renata Ścieszka     | Paweł Jędrzejko – Jerzy Sidoruk             |
| 1991 | Krzysztof Niewiadomski | Joanna Korzeniowska | Krzysztof Niewiadomski – Oktawian Samulski  |
| 1992 | Kazimierz Pilarz       | Joanna Korzeniowska | Jerzy Sidoruk – Marek Bednarz               |
| 1993 | Krzysztof Niewiadomski | Joanna Korzeniowska | Jerzy Sidoruk – Andrzej Laszczak            |
| 1994 | Michał Andrzejewski    | Joanna Korzeniowska | Jacek Andrzejewski – Michał Andrzejewski    |
| 1995 | Michał Andrzejewski    | Joanna Korzeniowska | Jacek Andrzejewski – Michał Andrzejewski    |
| 1996 | Marcin Kubala          | Kinga Machnik       | Jacek Andrzejewski – Michał Andrzejewski    |
| 1997 | nicht ausgetragen      | nicht ausgetragen   | nicht ausgetragen                           |
| 1998 | Waldemar Siąkała       | Magdalena Hula      | nicht ausgetragen                           |
| 1999 | Waldemar Siąkała       | Ewelina Żurek       | Marcin Pawlus – Andrzej Laszczak            |
| 2000 | Waldemar Siąkała       | Ewelina Żurek       | Andrzej Laszczak – Damian Waniczek          |
| 2001 | Krzysztof Urbaniec     | Magdalena Hula      | Andrzej Laszczak – Damian Waniczek          |
| 2002 | Damian Waniczek        | Karolina Waniczek   | Andrzej Laszczak – Damian Waniczek          |
| 2003 | Damian Waniczek        | Ewelina Żurek       | Andrzej Laszczak – Damian Waniczek          |
| 2004 | Damian Waniczek        | Karolina Waniczek   | Andrzej Laszczak – Damian Waniczek          |
| 2005 | Damian Waniczek        | Karolina Waniczek   | Andrzej Laszczak – Damian Waniczek          |
| 2006 | Damian Waniczek        | Kinga Gawlas        | Andrzej Laszczak – Damian Waniczek          |
| 2007 | Adam Jędrzejko         | Kinga Gawlas        | Andrzej Laszczak – Damian Waniczek          |
| 2008 | Damian Waniczek        | Klaudia Chowaniec   | Andrzej Laszczak – Damian Waniczek          |
| 2009 | Łukasz Goryl           | Wioletta Ryś        | Andrzej Laszczak – Damian Waniczek          |
| 2010 | Adam Jędrzejko         | Wioletta Ryś        | Andrzej Laszczak – Damian Waniczek          |
| 2011 | Adam Jędrzejko         | Wioletta Ryś        | Andrzej Laszczak – Damian Waniczek          |